# Alessia Dipol
Alessia Afi Dipol est née le 1er août 1995,, , est une skieuse alpine. Togolaise naturalisée, elle est d'origine italienne et a concouru pour le Togo aux Jeux olympiques d'hiver de Sotchi 2014 en slalom et slalom géant,. Alessia Dipol a également concouru à l'origine pour l'Inde entre 2011 et 2013. Par la suite, elle a concouru pour le Togo même si elle n'a aucun lien familial avec le pays. Elle s'est qualifiée pour participer aux Jeux olympiques d'hiver de 2014. Elle a également choisi de représenter ce pays car son père possède une usine de confection au Togo.

## Vie privée
Alessia Dipol est née à Pieve di Cadore, à Belluno, de parents italiens dans la région de la Vénétie en Italie. Elle vit avec sa famille à San Vito di Cadore et a fréquenté l'école du Liceo Linguistico Europeo à Auronzo di Cadore,.
Elle travaille comme moniteur de ski pour le club de ski italien Scuola Sci Cortina.

## Carrière

### Italie
Alessia Dipol a commencé sa carrière alors qu'elle était inscrite à la Fédération italienne des sports d'hiver entre 2009 et 2010.

### Inde
Alessia Dipol a rejoint la Fédération indienne des Jeux d'hiver en faisant ses débuts pour l'Inde en 2011. Elle a participé aux compétitions de la FIS et aux championnats italiens en représentant l'Inde jusqu'en 2013,.

### Togo
Alessia Dipol a décidé de faire partie de la première équipe togolaise des Jeux olympiques d'hiver aux Jeux olympiques d'hiver de 2014 à Sotchi. Bien qu'elle n'ait aucun lien familial avec le Togo, elle s'est naturalisée afin de participer aux Jeux olympiques d'hiver,.
Elle affirme à propos de ses débuts dans l'équipe nationale du Togo :

« Mon père possède une usine au Togo, spécialisée dans les tenues de sport. Il a un attachement pour la nation, et j'ai l'opportunité de courir pour le Togo, et j'en suis fier. Même si je suis né en Italie et que je vis et m'entraîne en Italie, maintenant je resterai toujours avec le Togo, qui est comme une nouvelle famille qui m'a adopté. »

Le 18 février, Alessia Dipol a fini 55e à la compétition de slalom géant sur les 74 compétiteurs, avec un temps total de 3 minutes 2,80 secondes.Elle n'a pas terminé la compétition de slalom après avoir entamé la première manche. Elle a porté le drapeau togolais lors de la cérémonie de clôture.
Elle a également participé à la Coupe d'Europe de ski alpin FIS 2015 et à la Coupe du monde de ski alpin FIS 2018.

## Résultats ski alpin

### Résultats olympiques
| An   |        |              |         |          |         |                    |   |
| Âge  | Slalom | Géant Slalom | Super-G | descente | Combiné | Événement d'équipe |   |
| 2014 | 18     | DNF          | 55      | —        | —       | —                  | — |

### Résultats de la Coupe du monde
| Saison |             |        |              |         |          |         |   |
| Âge    | Globalement | Slalom | Géant Slalom | Super G | descente | Combiné |   |
| 2018   | 22          | NC     | DNF1         | DNF1    | —        | —       | — |

### Résultats de la Coupe d'Europe
| Saison | Âge | Globalement | Slalom | Géant Slalom | Super-G | Une descente | Combiné |
| ------ | --- | ----------- | ------ | ------------ | ------- | ------------ | ------- |
| 2015   | 19  | —           | —      | DNF1         | —       | —            | —       |